# هاموند جونسون
هاموند جونسون (بالإنجليزية: Hammond Johnson)‏ هو مدير فني أمريكي، ولد في 1 أبريل 1883 في ليوستون وودفيل في الولايات المتحدة، وتوفي في 17 مايو 1919.